# San Giovanni Galermo
San Giovanni Galermo is een plaats (frazione) in de Italiaanse gemeente Catania.